# 20 All-Time Greatest Hits!
20 All-Time Greatest Hits! è un album di raccolta del cantante statunitense James Brown, pubblicato nel 1991.

## Tracce
1. I Got You (I Feel Good) – 2:47 (James Brown)
2. Get Up (I Feel like Being a) Sex Machine – 5:15 (James Brown, Bobby Byrd, Ron Lenhoff)
3. I Got the Feelin' – 2:38 (Brown)
4. Mother Popcorn, Pt. 1 – 3:16 (Brown, Pee Wee Ellis)
5. Give It Up or Turnit a Loose – 3:11 (Charles Bobbit)
6. Make It Funky, Pt. 1 – 3:15 (Brown, Bobbit)
7. Papa's Got a Brand New Bag, Pt. 1 – 2:06 (Brown)
8. Think – 2:45 (Lowman Pauling)
9. It's a Man's Man's Man's World – 2:47 (Brown, Betty Jean Newsome)
10. Try Me – 2:30 (Brown)
11. Night Train – 3:31 (Jimmy Forrest, Lewis Simpkins, Oscar Washington)
12. Cold Sweat, Pt. 1 – 2:51 (Brown, Ellis, David Lindup)
13. Get on the Good Foot – 3:35 (Brown, Joe Mims, Fred Wesley)
14. Papa Don't Take No Mess, Pt. 1 – 4:23 (Brown, Bobbit, Jabo Starks, Wesley)
15. The Payback – 7:38 (Brown, Starks, Wesley)
16. Say It Loud - I'm Black and I'm Proud, Pt. 1 – 2:46 (Brown, Ellis)
17. Super Bad, Pts. 1 & 2 – 5:00 (Brown)
18. Hot Pants, Pt. 1 – 3:07 (Brown, Wesley)
19. Get Up Offa That Thing – 4:10 (Brown, Deidre Brown)
20. Please, Please, Please – 2:44 (Brown, Johnny Terry)